# Mazout (drank)
Mazout (Vlaams) is een mengsel van cola en bier. Geen cocktail want een cocktail moet minstens drie ingrediënten bevatten. In het Nederlandse taalgebied is de drank vooral in België populair.
De drank dankt haar naam aan de kleur van de mix. Deze donkerbruine kleur lijkt op de kleur van stookolie, die (in België) ook wel mazout genoemd wordt. Andere benamingen zijn een snôrke of een CaB (Cola and Beer).

## Andere landen
Mazout is in andere landen bekend onder verschillende namen. In Duitsland is het eveneens een geliefd drankje en wordt het afhankelijk van de regio onder meer Colabier of Diesel genoemd, in Engelstalige gebieden heet het een Broadway. In Franstalig Zwitserland noemt men de drank net als in België mazout.

## Verkrijgbaarheid
In België is mazout enkel verkrijgbaar als mix tussen cola uit fles en bier van het vat. In Duitsland is Colabier wel op fles verkrijgbaar.